# Spathius psammathe
Spathius psammathe är en stekelart som beskrevs av Nixon 1943. Spathius psammathe ingår i släktet Spathius och familjen bracksteklar. Inga underarter finns listade i Catalogue of Life.